# Capella de la Maternitat de la Mare de Déu dels Casots
La capella de la Maternitat de la Mare de Déu dels Casots, també anomenada capella dels Casots, és un edifici del llogarret dels Casots, al municipi de Subirats (Alt Penedès), situat a l'entrada als Casots des de la carretera BV-2427, venint des de la N-340. Va ser declarat bé cultural d'interès local el 2022.

## Història
Va ser construïda el 1960 per atendre el culte dels feligresos dels Casots atès el mal estat de conservació de l'església del castell de Subirats. Actualment es desús, l'Ajuntament de Subirats la vol convertir en centre d'interpretació on exposar els vestigis arqueològics custodiats al Vinseum i al Museu de l’Institut Català de Paleontologia, i on donar a conèixer els jaciments arqueològics propers (Puig del Cocodril, els Casots i la Torrota d’en Llopart),

## Descripció
Capella moderna d'estil neoromànic rural, feta amb blocs de pedra irregulars lligats amb ciment, de nau única amb absis semicircular i teulada a doble vessant. A la cara sud, el mur està reforçat amb dos contraforts, mentre que a la nord sobresurt una petita absidiola i un annex de planta quadrada, situat a la part posterior. Les cares nord i sud presenten finestres allargassades de mig punt, i dues més a l'absis.
La façana principal presenta una portalada d'accés a l'interior d'arc de mig punt amb timpà llis, emmarcada amb dovelles de pedra moderna. Sobre aquesta porta hi ha un ull de bou circular emmarcat en maó i, coronant la façana, un campanar d'espadanya d'un sol ull fet de maó, que conserva una campana amb la inscripció 'Josefina. JM-JLL'.